# Słomionek
Słomionek – jezioro w woj. wielkopolskim, w powiecie pilskim, w gminie Łobżenica, leżące na terenie Pojezierza Południowokrajeńskiego.

## Dane morfometryczne
Powierzchnia zwierciadła wody według różnych źródeł wynosi od 7,5 ha do 7,13 ha (lustra wody) lub 8,95 ha (ogólna).
Zwierciadło wody położone jest na wysokości 102,9 m n.p.m.

## Hydronimia
Według spisu opracowanego przez Komisję Nazw Miejscowości i Obiektów Fizjograficznych (KNMiOF) zestandaryzowana nazwa tego jeziora to Słomionek. W różnych publikacjach i na mapach topograficznych jezioro to występuje pod nazwą Słomianek, Stomionek lub Słomienek.